# Hostín (Mělníki járás)
Hostín település Csehországban, a Mělníki járásban. Hostín Střemy, Řepín, Malý Újezd, Mělnické Vtelno, Velký Borek, Liblice és Byšice településekkel határos. Lakosainak száma 315 fő (2024. január 1.).

## Népesség
A település lakosságának változását az alábbi diagram mutatja:
| Lakosok száma | 470  | 494  | 403  | 314  | 261  | 214  | 307  | 309  | 312  | 315  |
|               | 1869 | 1890 | 1921 | 1950 | 1980 | 2001 | 2017 | 2019 | 2022 | 2024 |